# De Vico (cráter)
De Vico es un pequeño cráter de impacto que se encuentra en la parte suroeste de la Luna, al sur del cráter Sirsalis, y con Crüger al oeste-noroeste. De Vico es un elemento circular, en forma de cuenco, con una plataforma pequeña y plana en su punto medio. Al noroeste aparecen los restos del cráter inundado de lava De Vico T. Más allá se halla el sistema de grietas denominado Rimae Sirsalis que sigue una trayectoria hacia el noreste más allá del borde de Sirsalis.

## Cráteres satélite
Por convención estos elementos son identificados en los mapas lunares poniendo la letra en el lado del punto medio del cráter que está más cerca de De Vico.
|         | \| De Vico \| Coordenadas \| Diámetro \| \| ------- \| ------------------------------ \| -------- \| \| A \| 18°48′S 63°30′O / -18.8, -63.5 \| 32 km \| \| AA \| 18°48′S 63°06′O / -18.8, -63.1 \| 12 km \| \| B \| 17°48′S 58°42′O / -17.8, -58.7 \| 9 km \| \| C \| 20°36′S 62°18′O / -20.6, -62.3 \| 12 km \| \| D \| 21°06′S 61°54′O / -21.1, -61.9 \| 12 km \| \| E \| 21°06′S 61°18′O / -21.1, -61.3 \| 13 km \| \| F \| 19°06′S 62°36′O / -19.1, -62.6 \| 12 km \| \| G \| 19°00′S 58°54′O / -19.0, -58.9 \| 8 km \| \| H \| 19°54′S 59°06′O / -19.9, -59.1 \| 8 km \| \| K \| 20°06′S 58°18′O / -20.1, -58.3 \| 8 km \| \| L \| 19°54′S 57°42′O / -19.9, -57.7 \| 5 km \| \| M \| 21°06′S 59°24′O / -21.1, -59.4 \| 8 km \| \| N \| 19°48′S 61°54′O / -19.8, -61.9 \| 6 km \| \| P \| 20°24′S 60°48′O / -20.4, -60.8 \| 30 km \| \| R \| 19°24′S 61°54′O / -19.4, -61.9 \| 13 km \| \| S \| 19°30′S 63°24′O / -19.5, -63.4 \| 10 km \| \| T \| 18°42′S 61°48′O / -18.7, -61.8 \| 41 km \| \| X \| 20°30′S 60°06′O / -20.5, -60.1 \| 6 km \| \| Y \| 20°24′S 60°18′O / -20.4, -60.3 \| 6 km \| |          |
| De Vico | Coordenadas | Diámetro |
| A       | 18°48′S 63°30′O / -18.8, -63.5 | 32 km    |
| AA      | 18°48′S 63°06′O / -18.8, -63.1 | 12 km    |
| B       | 17°48′S 58°42′O / -17.8, -58.7 | 9 km     |
| C       | 20°36′S 62°18′O / -20.6, -62.3 | 12 km    |
| D       | 21°06′S 61°54′O / -21.1, -61.9 | 12 km    |
| E       | 21°06′S 61°18′O / -21.1, -61.3 | 13 km    |
| F       | 19°06′S 62°36′O / -19.1, -62.6 | 12 km    |
| G       | 19°00′S 58°54′O / -19.0, -58.9 | 8 km     |
| H       | 19°54′S 59°06′O / -19.9, -59.1 | 8 km     |
| K       | 20°06′S 58°18′O / -20.1, -58.3 | 8 km     |
| L       | 19°54′S 57°42′O / -19.9, -57.7 | 5 km     |
| M       | 21°06′S 59°24′O / -21.1, -59.4 | 8 km     |
| N       | 19°48′S 61°54′O / -19.8, -61.9 | 6 km     |
| P       | 20°24′S 60°48′O / -20.4, -60.8 | 30 km    |
| R       | 19°24′S 61°54′O / -19.4, -61.9 | 13 km    |
| S       | 19°30′S 63°24′O / -19.5, -63.4 | 10 km    |
| T       | 18°42′S 61°48′O / -18.7, -61.8 | 41 km    |
| X       | 20°30′S 60°06′O / -20.5, -60.1 | 6 km     |
| Y       | 20°24′S 60°18′O / -20.4, -60.3 | 6 km     |